# La Fourche (métro de Paris)
Pour les articles homonymes, voir Fourche (homonymie).
La Fourche est une station de la ligne 13 du métro de Paris, à la limite des 17e et 18e arrondissements de Paris.

## Situation
La station est implantée à la limite administrative entre le quartier des Épinettes à l'ouest et le quartier des Grandes-Carrières à l'est, non loin de leurs limites respectives avec le quartier des Batignolles situé plus à l'ouest. Elle se trouve sous l'avenue de Clichy à l'amorce de l'avenue de Saint-Ouen, les quais étant établis entre cette intersection et le début de la rue Pierre-Ginier.
Approximativement orientée selon un axe nord-sud, la station constitue le point de bifurcation entre les deux branches de la ligne 13 : la branche vers Les Courtilles au nord-ouest et la branche vers Saint-Denis - Université au nord-est. La première reste en tunnel à deux voies depuis le tronc commun, tandis que la seconde se dédouble : vers Saint-Denis, elle quitte la double voie dès la sortie de la station La Fourche et retrouve la voie opposée venant de Saint-Denis avant la station Guy Môquet ; en sens inverse, vers Châtillon - Montrouge, la voie venant de Saint-Denis se sépare avant La Fourche et passe sous le tunnel à double voie de la branche Asnières pour desservir un quai dans une station située en dessous et constituée d'un unique quai de cette unique voie ; puis celle-ci rejoint le tunnel à double voie juste avant la station Place de Clichy. Cette configuration évite ainsi aux rames en provenance de Saint-Denis de cisailler l'itinéraire des trains s'engageant sur l'autre antenne.
La Fourche s'intercale donc entre Guy Môquet au nord-est (depuis Saint-Denis - Université) ou Brochant au nord-ouest (depuis Les Courtilles) et la station Place de Clichy au sud.

Bifurcation des voies au nord de la station
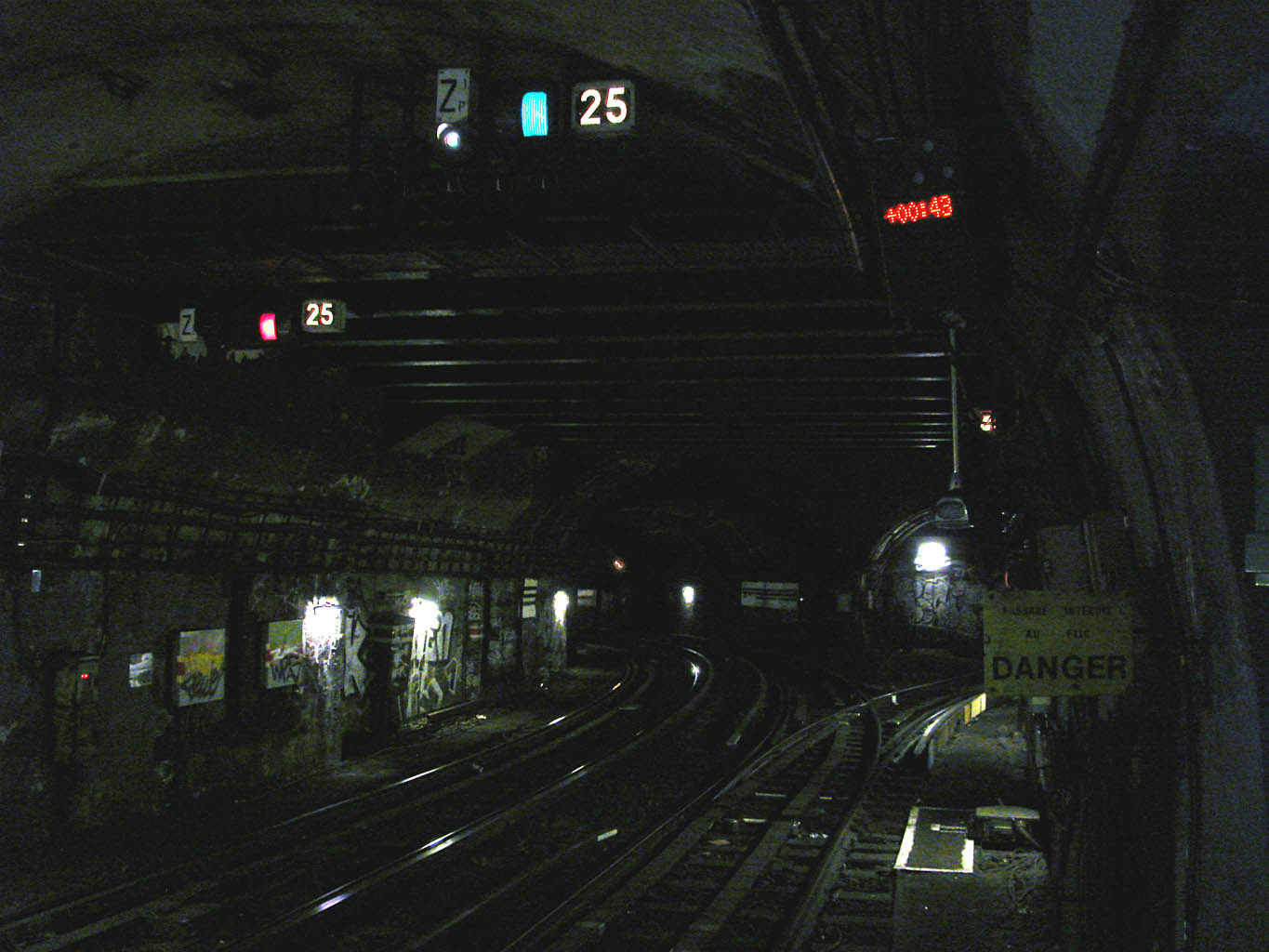
Aiguillage permettant de diriger les trains sur chaque branche, au nord de la ligne.
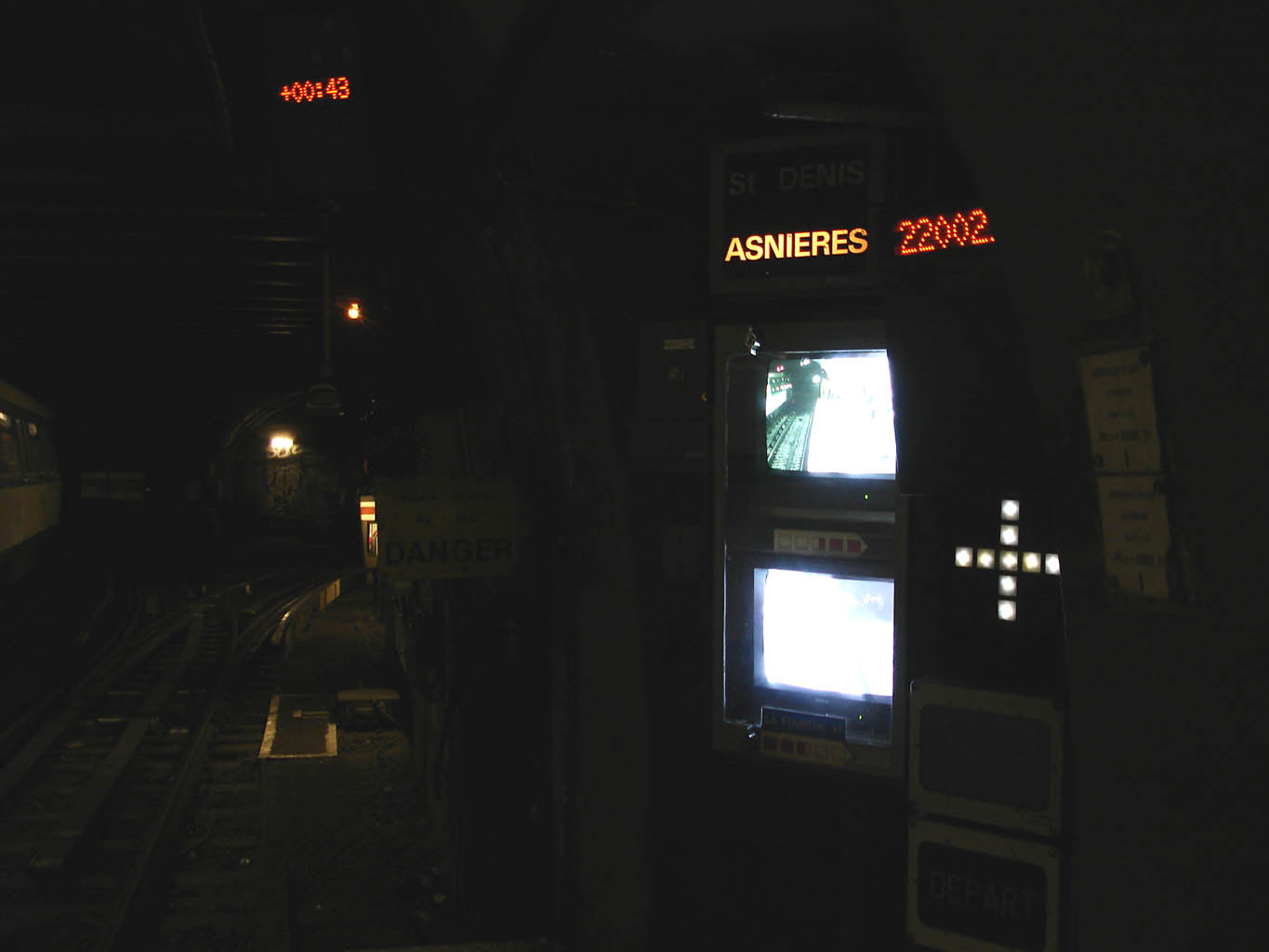
Écrans en tête du quai au nord de la station (la direction d'Asnières est ici tracée).

## Histoire
La station est ouverte le 26 février 1911 avec la mise en service du premier tronçon de la ligne B de la Société du chemin de fer électrique souterrain Nord-Sud de Paris (dite Nord-Sud), entre les stations Saint-Lazare et Porte de Saint-Ouen. Le le 20 janvier 1912, elle devient le point de départ d'un embranchement jusqu'à Porte de Clichy (actuelle branche vers Les Courtilles), laquelle accueille dorénavant la moitié des circulations en provenance et à destination de Saint-Lazare.
Sa dénomination fait référence au lieu-dit « La Fourche » qui, en surface, désigne le carrefour en Y entre l'avenue de Clichy et l'avenue de Saint-Ouen. C'est à cet endroit précis que les deux branches nord de la ligne se séparent, le terme de « fourche » désignant ces dernières par métonymie. 
Le 27 mars 1931, la ligne B devient l'actuelle ligne 13 du métro à la suite de l'absorption de la société du Nord-Sud le 1er janvier 1930 par sa concurrente, la Compagnie du chemin de fer métropolitain de Paris (dite CMP), qui gère la concession de l'essentiel des autres lignes du réseau.
Au début des années 1960, les quais de la station font l'objet d'une première modernisation par la mise en place d'un carrossage métallique sur les piédroits, doté de montants horizontaux de couleur vert d'eau et de cadres publicitaires dorés, éclairés par le haut. Ce modèle d'aménagement est alors largement déployé sur le réseau afin de rénover les stations rapidement et à moindre coût.
En juin 1964, un autobus percute accidentellement la bouche d'accès à la station, ce qui endommage fortement sa balustrade constituée d'une rambarde en fer forgé et rythmée par des piliers en pierre sculptée, selon le style caractéristique de l'ancien réseau Nord-Sud. La RATP remplace alors cet entourage par une structure moderne en béton gris clair, que les riverains croient provisoire.
Dans les années 1990, le carrossage des quais voit ses lambris métalliques verts repeints en bleu et ses bancs initiaux remplacés par des sièges individuels de style « Motte », de couleur bleue également afin de s'harmoniser avec la nouvelle teinte des montants horizontaux.
Dans le cadre du programme « Renouveau du métro » de la RATP, l'ensemble de la station est rénovée en 2010, ce qui entraîne le retrait définitif du carrossage publicitaire sur les quais au profit d'une restitution à l'identique de la décoration « Nord-Sud » d'origine en céramique.
Qualifiée de « bunker » par certains riverains et de bouche de métro « la plus laide de Paris » par d'autres, l'entrée de la station fait l'objet d'un projet de réhabilitation en 2025. Lauréat de l'édition 2018 du budget participatif, ce projet avait été déposé par le Conseil de quartier La Fourche - Guy Môquet, l’association Déclic 17/18 et la mairie du 17e arrondissement. Le chantier, lancé le 7 avril 2025, vise à restituer l'aspect d'origine de la bouche d'accès : celle-ci conserve sa configuration en forme de « T », mais l'entourage en béton est démoli afin de recréer la balustrade « Nord-Sud » à l'identique.

Anciens aménagements de la station
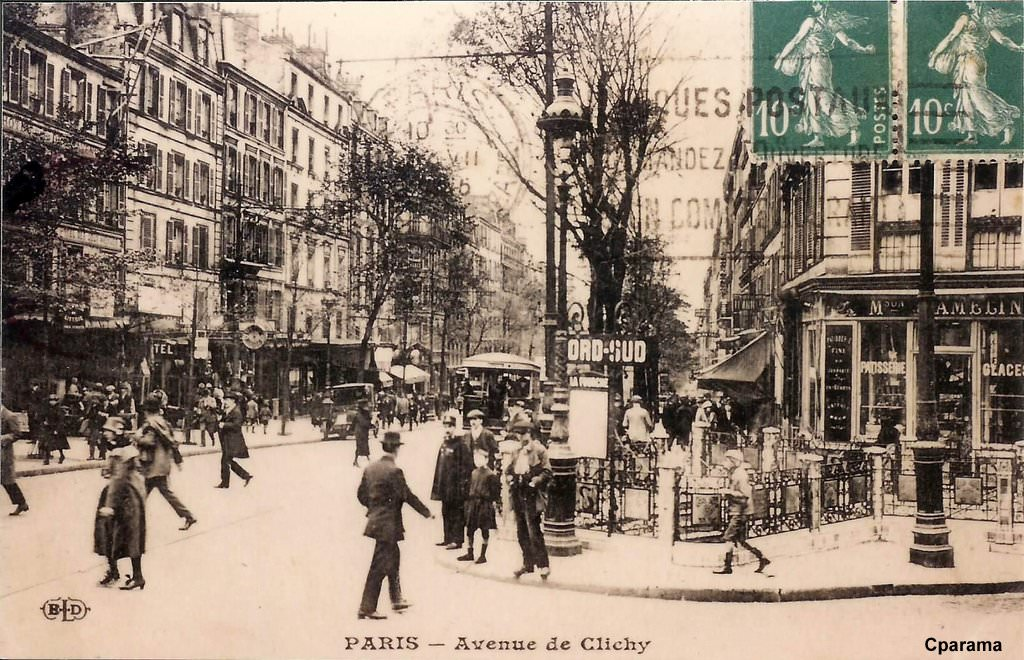
L'aspect initial de la bouche de métro au début du XXe siècle.
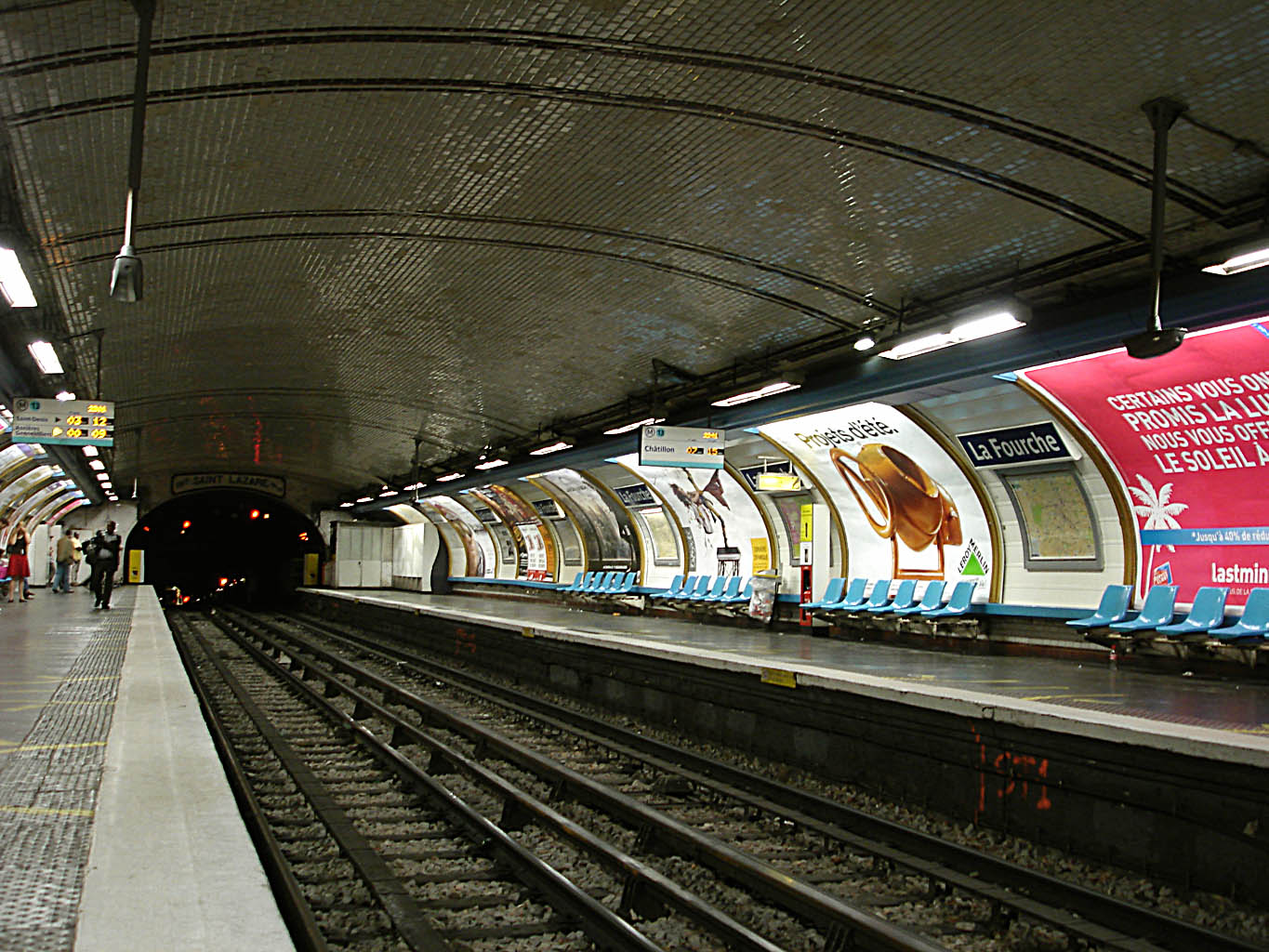
Les quais en 2008 avant le retrait du carrossage.
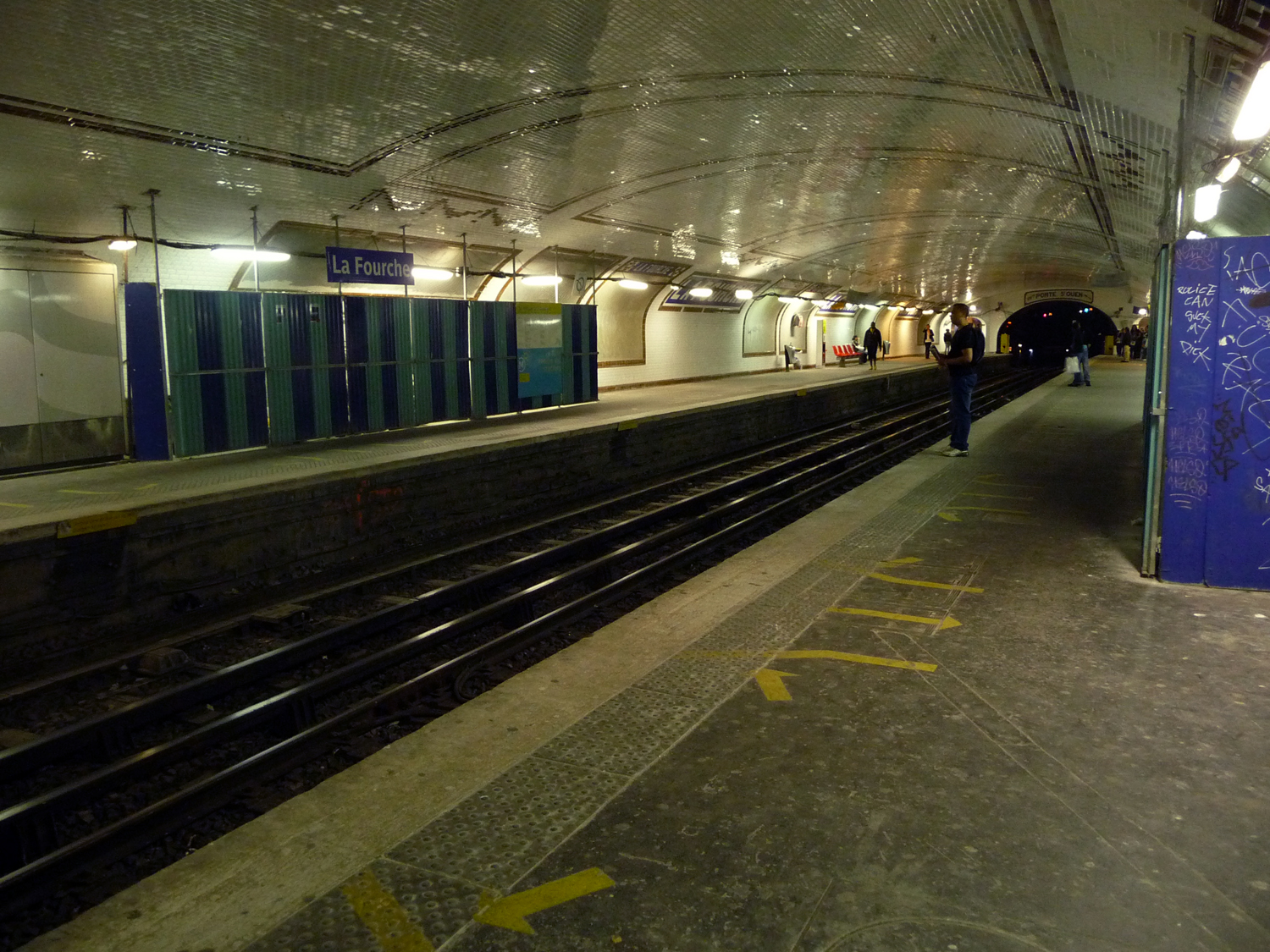
Les quais en travaux de rénovation en 2010.

### Fréquentation
Selon les estimations de la RATP, la station a vu entrer 2 563 103 voyageurs en 2019, ce qui la place à la 203e position des stations de métro pour sa fréquentation sur 302,. En 2020, avec la crise du Covid-19, son trafic annuel tombe à 1 499 508 voyageurs, la classant alors au 177e rang, avant de remonter progressivement en 2021 avec 1 829 271 entrants comptabilisés, ce qui la relègue cependant à la 198e position des stations du réseau pour sa fréquentation cette année-là.

## Services aux voyageurs

### Accès

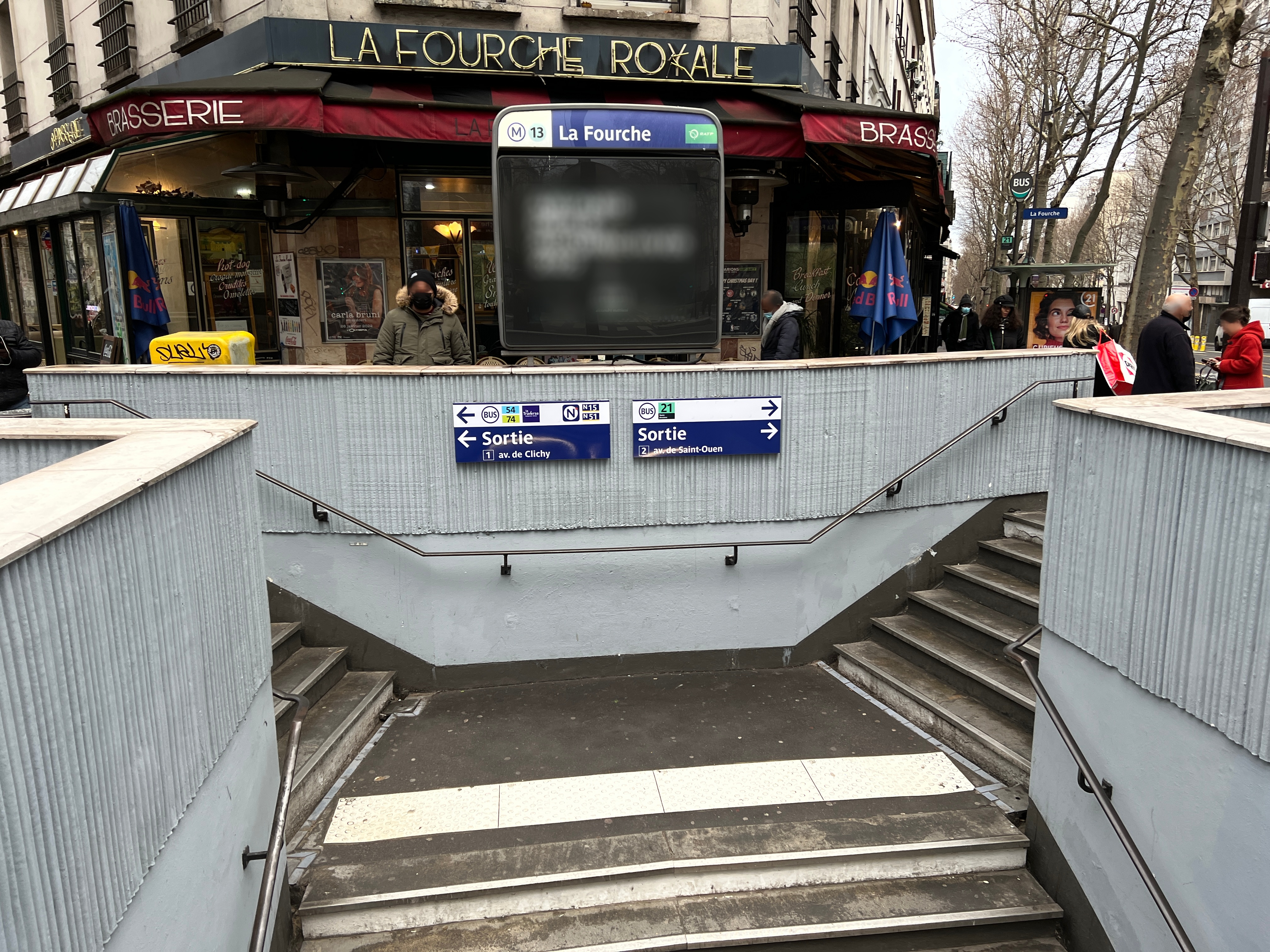
Les deux accès de la station.

La station ne dispose de deux accès situés sur le trottoir à l'angle de l'avenue de Clichy et de l'avenue de Saint-Ouen : 
- l'accès no 1 « avenue de Clichy » ;
- l'accès no 2 « avenue de Saint-Ouen ».

Percutée par un bus le 6 juin 1964, l'entrée est reconstruite dans un béton peu esthétique, avant que ne soit lancée en mars 2025 une rénovation patrimoniale devant lui redonner son aspect patrimonial d'origine.
Un panneau SIEL situé au niveau de la salle des billets indique aux voyageurs les temps d'attente leur permettant de choisir entre les deux quais en direction de Châtillon.

### Quais
La Fourche a la particularité de posséder deux stations situées l'une au-dessus de l'autre : la première est nommée « station supérieure » ; la seconde est nommée « station inférieure ».
La station supérieure dispose d'un quai en direction d’Asnières et de Saint-Denis et d'un quai en direction de Châtillon - Montrouge desservi seulement par les rames en provenance d’Asnières. Elle est de configuration standard avec deux quais séparés par les voies du métro. Les piédroits sont verticaux et la voûte est semi-elliptique, caractéristique des stations du Nord-Sud. Les carreaux et la céramique, entièrement refaits en 2010, en reprennent la décoration d'origine avec des cadres publicitaires et les entourages du nom de la station de couleur marron, des dessins géométriques marron sur les piédroits et la voûte, le nom inscrit en faïence blanche sur fond bleu de petite taille au-dessus des cadres publicitaires et de très grande taille entre ces cadres, ainsi que les directions incorporées dans la céramique sur les tympans. Les carreaux de faïence blancs biseautés recouvrent les piédroits, la voûte et les tympans. L'éclairage est assuré par deux bandeaux-tubes et les sièges, de style « Akiko », sont de couleur jaune.
La station inférieure en dessous dispose d'un seul quai vers Châtillon - Montrouge desservi uniquement par les rames en provenance de Saint-Denis. Rénovée en même temps que la station supérieure en 2010, bien que n'ayant jamais été carrossée, elle reprend les mêmes cadres publicitaires, les mêmes entourages du nom de la station, le même éclairage et les mêmes sièges. Étant située sous la station supérieure, elle dispose d'un plafond en béton, non décoré, supporté par des piédroits verticaux, cas unique pour une station Nord-Sud. Elle dispose également sur le mur en face du quai de plusieurs tableaux faisant référence à la société Nord-Sud.

### Intermodalité
La station est desservie par les lignes 21, 54 et 74 et, la nuit, par les lignes N15 et N51 du réseau Noctilien.

## À proximité
- Versant occidental de la butte Montmartre
- Square Ernest-Chausson
- Aire de jeux de la rue Hélène
- Église Saint-Michel des Batignolles
- Square des Deux-Nèthes
- Cimetière de Montmartre
- Hôpital Bretonneau